# Lucas Luhr
Lucas Luhr, né le 22 juillet 1979 à Coblence, est un pilote automobile allemand. Il est actuellement pilote en Championnat du monde FIA GT1 et en Endurance.

## Palmarès
- Vice-champion de Formule Ford Allemande 1996
- Champion de Porsche Carrera Cup Allemagne 1999
- Champion de FIA GT 2004 (Catégorie N-GT)
- Champion d'American Le Mans Series 2000, 2002 et 2003 (Catégorie GT)
- Champion American Le Mans Series 2006 (Catégorie LMP2)
- Vainqueur des 24 Heures du Mans 2000, 2002 et 2003 (Catégorie GT)
- Vainqueur des 24 Heures de Daytona 2001 (Catégorie GT)
- Vainqueur du Petit Le Mans 2002 (Catégorie GT)
- Vainqueur des 12 Heures de Sebring 2000, 2001, 2002, 2003 (Catégorie GT) et 2005 (Catégorie GT2)
- Vainqueur des 24 Heures de Spa 2005 (Catégorie GT2) et au général en 2015
- Vainqueur des 24 Heures du Nürburgring 2006 et 2011
- Champion American Le Mans Series 2008 et 2012 (Catégorie LMP1)
- Champion du monde FIA GT1 2011